# Nicolas Roujault
Nicolas-Étienne Roujault, né le 15 août 1662 et mort le 6 mai 1723 à Paris, est un magistrat et administrateur français. D'abord magistrat au Parlement de Paris, il fait une carrière d'intendant dans différentes généralités avant d'entrer, dans le cadre de la polysynodie, au Conseil des affaires du dedans et au Conseil de commerce, où il reste jusqu'en 1722. 

## Famille
La famille Roujault est anoblie par charge en 1607, Étienne Roujault devenant secrétaire du roi. L'ascension sociale a déjà commencé puisqu'il est fils de procureur. 

## Biographie
Nicolas Roujault est seigneur de Villemain, lieu-dit situé dans l'actuelle commune de Grisy-Suisnes. Il est marié à Barbe-Madeleine Maynon, qui possède la terre de Chambon.  

### Une carrière d'intendant
Nicolas Roujault devient avocat du roi au Châtelet en 1686. Il achète cette charge 60 000 livres en décembre 1685 à Louis Le Peletier, le fils du contrôleur général des finances Claude Le Peletier. Il devient conseiller au Parlement de Paris en 1689 et maître des requêtes le 29 janvier 1696.
Il mène ensuite une carrière d'intendant en Berry (1699-1705), en Hainaut (1705-1708), en Poitou (1708-1712) et à Rouen (1712-1715). À Rouen, il s'intéresse notamment aux mesures sanitaires d'isolement, nécessaires dans les ports de Rouen et du Havre pour éviter les épidémies, et à la manufacture de draps des Andelys. Comme ses prédécesseurs, mais avec semble-t-il un zèle particulier, Roujault fait arrêter à Rouen des jeunes filles protestantes, pour les confier à la maison des Nouvelles-Catholiques, gérée par des religieuses.

### Aux conseils du dedans et du commerce

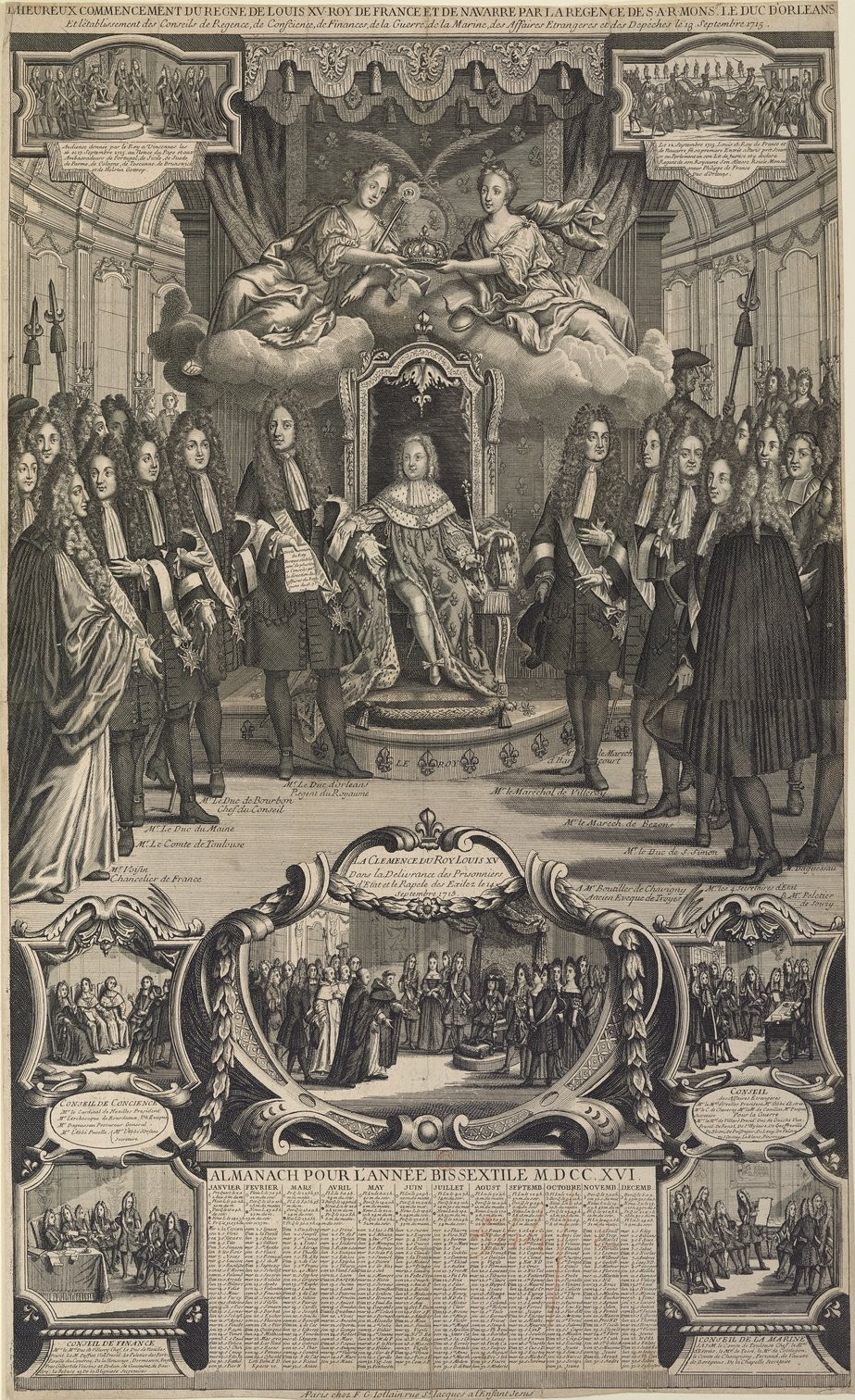
L'heureux commencement du règne de Louis XV, Roy de France et de Navarre par la régence de S. A. R. Monseigneur le duc d'Orléans et l'établissement des Conseils

En septembre 1715, dans le cadre du système de la polysynodie, Nicolas Roujault entre au Conseil des affaires du dedans du Royaume. Sa nomination par le Régent y est logique puisqu'il a une solide expérience de l'administration des provinces en tant qu'intendant. Le Régent, loin de supprimer les intendants comme le demande Saint-Simon, s'appuie en effet sur un certain nombre d'entre eux dans les conseils, dont Nicolas Roujault. Son département au Conseil du dedans comprend des provinces que, pour certaines, il connaît bien : le Berry, la Normandie, le Périgord, le Rouergue, le comté de Foix, la Picardie et le Boulonnais. Il est aussi chargé des projets de canaux.
Il entre également au Conseil de commerce, où il est théoriquement le représentant du Conseil du dedans. Toutefois, dans la pratique, il ne rapporte pas d'affaire au Conseil de commerce.
Avec des membres d'autres conseils de la polysynodie, le Conseil de finances (Baudry, Lefèvre d'Ormesson, Rouillé du Coudray, Fagon, Gaumont, Le Peletier de La Houssaye) et le Conseil de la guerre (Barberie de Saint-Contest, Le Blanc), il est un des organisateurs de l'opération du visa de décembre 1715 - janvier 1716, qui consiste à vérifier les dettes de l'État, dans le but avoué de les réduire.  
Même s'il ne siège pas au Conseil de finances, Roujault fait partie du « bureau des rêveries », avec Michel Amelot, Charles Trudaine, Yves Marie de La Bourdonnaye,  et Louis de Machault. Ce comité, créé en avril 1716, reçoit différentes propositions de réforme et dresse des projets, présentés ensuite au Conseil de Régence. Certaines de ces propositions inspirent en 1716 un projet de réforme de collecte de la taille, préalable à la mise en place de la taille proportionnelle. Ce projet de taille proportionnelle aux facultés du contribuable, dans les pays d'élection, commence à être appliqué avant la fin de la polysynodie. 
Après la chute de la polysynodie en septembre 1718, Roujault reste au Conseil de commerce, mais y reçoit la charge d'un département, ce qui n'était pas le cas avant. Il comprend les entreprises et manufactures de provinces qu'il connaît, soit comme intendant, soit en tant que membre du Conseil du dedans : le Berry, la Normandie, le Rouergue et le comté de Foix. Il y siège jusqu'au remplacement du Conseil de Commerce par le Bureau du commerce en 1722.

## Descendance

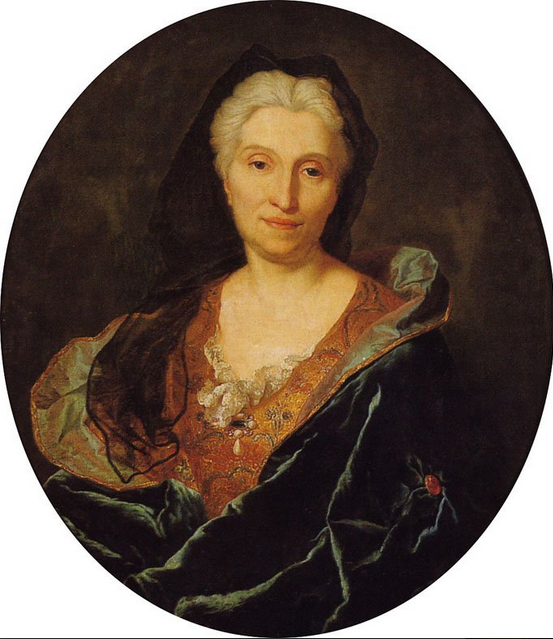
Barbe-Madeleine Maynon

Nicolas Roujault et Barde-Madeleine Maynon ont pour enfants :
- Vincent-Étienne Roujault, mort en 1770, conseiller au Parlement de Paris en 1720 et président au Parlement de Paris en 1722[1], baron de Chambon[15], seigneur de Clérembault, Bailly, Vérines, Fresnes, marquis de Chef-Boutonne, sans enfant[16].
- Anne-Elisabeth Roujault, née le 21 juillet 1692, morte le 2 novembre 1734 à Paris, épouse le 4 mars 1715 Guillaume de Lamoignon de Blancmesnil, président au Parlement de Paris. chancelier[2].

Au XVIIIe siècle, les Roujault sont insérés dans un dense réseau de familles alliées cumulant des charges au Parlement de Paris.

## Héraldique
| Blason | Blasonnement : D'or, à trois billettes de gueules ; au chef d'azur, chargé de trois étoiles du champ |